# Steve Green (baloncestista)
Steven "Steve" Michael Green (Madison, Wisconsin, 4 de octubre de 1953) es un exjugador de baloncesto estadounidense que jugó durante una temporada en la ABA, tres en la NBA y una más en la liga italiana. Con 2,00 metros de estatura, lo hacía en la posición de alero.

## Trayectoria deportiva

### Universidad
Jugó durante cuatro temporadas con los Hoosiers de la Universidad de Indiana, en las que promedió 14,5 puntos y 4,7 rebotes por partido. Fue el primer jugador que reclutó Bobby Knight para los Hoosiers en 1971. Anotó 1.265 puntos jugando en el equipo, con un balance de 76 victorias y 12 derrotas.

### Profesional
Fue elegido en la trigésima posición del Draft de la NBA de 1975 por Chicago Bulls, y también por Utah Stars en la primera ronda del draft de la ABA, fichando por estos últimos. Allí jugó sólo 16 partidos, en los que estaba promediando 14,7 puntos y 7,0 rebotes como titular, hasta que la franquicia desapareció poco después de comenzada la temporada. Fichó entonces por los Spirits of St. Louis donde acabaría la temporada, la última del equipo, ya que la ABA desapareció ese año.
En la temporada 1976-77 firmó como agente libre por los Indiana Pacers de la NBA. Allí jugó durante tres temporadas, todas ellas como suplente. En 1979 decidió prolongar su carrera en la Serie A italiana, fichando por el Stella Azzurra Roma, donde jugó una temporada, en la que promedió 11,2 puntos y 5,3 rebotes por partido.

## Estadísticas de su carrera en la ABA y la NBA

### Temporada regular
| Temporada | Edad | Equipo               | Liga  | P   | TIT | MIN  | TC  | TCA  | %TC  | 3P  | 3PA | %3P  | TL  | TLA | %TL  | R.OF. | R.DEF. | REB | ASIS | ROB | TAP | PER | FP  | PTS  |
| 1975-76   | 22   | TOTAL                | ABA   | 52  |     | 20.5 | 3.8 | 8.4  | .445 | 0.0 | 0.1 | .000 | 1.6 | 2.1 | .778 | 1.6   | 2.1    | 3.7 | 1.2  | 0.6 | 0.2 | 1.4 | 2.9 | 9.1  |
| 1975-76   | 22   | Utah Stars           | ABA   | 16  |     | 33.4 | 6.0 | 12.2 | .492 | 0.0 | 0.0 |      | 2.9 | 3.5 | .821 | 2.9   | 4.1    | 7.0 | 1.8  | 0.8 | 0.2 | 2.5 | 4.4 | 14.9 |
| 1975-76   | 22   | Spirits of St. Louis | ABA   | 36  |     | 14.8 | 2.8 | 6.8  | .407 | 0.0 | 0.1 | .000 | 1.1 | 1.4 | .731 | 1.1   | 1.2    | 2.3 | 1.0  | 0.5 | 0.2 | 0.9 | 2.2 | 6.6  |
| 1976-77   | 23   | Indiana Pacers       | NBA   | 70  |     | 13.1 | 2.6 | 6.1  | .432 |     |     |      | 1.2 | 1.6 | .743 | 1.1   | 1.4    | 2.5 | 0.7  | 0.7 | 0.2 |     | 2.2 | 6.4  |
| 1977-78   | 24   | Indiana Pacers       | NBA   | 44  |     | 10.2 | 1.3 | 2.9  | .438 |     |     |      | 0.9 | 1.3 | .696 | 0.7   | 0.9    | 1.6 | 0.7  | 0.3 | 0.0 | 0.5 | 1.5 | 3.4  |
| 1978-79   | 25   | Indiana Pacers       | NBA   | 39  |     | 6.8  | 1.1 | 2.3  | .472 |     |     |      | 0.5 | 0.9 | .588 | 0.6   | 0.8    | 1.3 | 0.5  | 0.3 | 0.1 | 0.4 | 1.0 | 2.7  |
| Total     |      |                      | TOTAL | 205 |     | 13.2 | 2.3 | 5.3  | .441 | 0.0 | 0.1 | .000 | 1.1 | 1.5 | .730 | 1.1   | 1.4    | 2.4 | 0.8  | 0.5 | 0.1 | 0.8 | 2.0 | 5.8  |
|           |      |                      | NBA   | 153 |     | 10.7 | 1.8 | 4.2  | .438 |     |     |      | 0.9 | 1.3 | .704 | 0.9   | 1.1    | 2.0 | 0.6  | 0.5 | 0.1 | 0.5 | 1.7 | 4.6  |
|           |      |                      | ABA   | 52  |     | 20.5 | 3.8 | 8.4  | .445 | 0.0 | 0.1 | .000 | 1.6 | 2.1 | .778 | 1.6   | 2.1    | 3.7 | 1.2  | 0.6 | 0.2 | 1.4 | 2.9 | 9.1  |